# Erich Hartmann
Erich Alfred „Bubi” Hartmann (Weissach, 1922. április 19. – Weil im Schönbuch, 1993. szeptember 20.) német katonatiszt, minden idők legeredményesebb (352 légi győzelem) vadászpilótája.

## Élete
Miután sikeresen leérettségizett, 1940-ben tisztjelölt lett a német légierőnél (Luftwaffe). 20 évesen, 1942. március 31-én hadnaggyá, majd 1942. október 8-án a kaukázusi front Jagdgeschwader 52 alakulatának hadnagyává léptették elő. 1943 szeptemberében előlépett a ranglétrán és átvett egy századot. Még ez év október 29-én, amikor Kirovgrád felett lelőtt egy Lavocskin-t és egy Airacobra-t, és jelentette a 147. és 148. légi győzelmét, megkapta a Vaskereszt Lovagkeresztjét (Ritterkreuz). 1944. március 2-án elérte 202. sikerét, és megkapta a Lovagkereszt mellé a Tölgyfalomb (Eichenlaub) ékítményt. 1944. március 2-án nevezték ki főhadnaggyá. Július 1-jén aratta 250. légi győzelmét és megkapta a Kardokat (Schwerten) a Tölgyfalomb mellé. Augusztus 25-én jelentette 300. győzelmét és még aznap megkapta a gyémántokat (Brillanten) a Lovagkeresztjéhez (Ritterkreuz mit Eichenlaub, Schwerten und Brillianten). Május 8-án, Németország kapitulációjának napján érte el az utolsó légi győzelmét, a 352.-et.
Erich Hartmann máig is messze a legeredményesebb vadászpilóta a légi háborúk történetében: 352 igazolt légi győzelmet ért el 30 hónapon belül (az 1942. november 2. és 1945. május 8. közötti időszakban), a keleti front első vonalában a Vörös hadsereg kárára. A szovjetek 10 000 rubeles vérdíjat tartottak fenn. A Jagdgeschwader 52-ben – közel 11 000 légi győzelemmel a háború legeredményesebb repülőezrede volt – 1425 bevetést repült, amiből 800 légi csatával zajlott. 16-szor lőtték le és egyszer orosz fogságba is került, ahonnan megszökött és visszajutott a német vonalak mögé.
A május 8-i kapituláció után az amerikaiak az ezredet kiszolgáltatták a szovjeteknek, ennek következtében került Hartmann is orosz fogságba, ahonnan 10 évvel később 1955-ben, különböző szibériai fogolytáborok után szabadult. Ismét belépett az újra felállított német légierőbe (Bundesluftwaffe), majd Geschwaderkommodore-ként irányította az új Luftwaffe első sugárhajtású vadászrepülő ezredét. Hartmann ez idő alatt intenzíven foglalkozott az ezred repülőgép vezetőinek kiképzésével.
A Starfighter botránnyal kapcsolatban a politikától teljességgel mentes Hartmann kritikus hangvételt fogalmazott meg feljebbvalóival és a politikai vezetéssel szemben, ezért ezek számára kényelmetlenné vált és mint a Luftwaffe ezredese idő előtt volt kénytelen visszavonulni, míg más ugyancsak a második világháborúban harcolt katonák továbbra is magas pozíciókat tartottak fenn (így például, Johannes Steinhoff egykori főhadnagy).
1971-től 1974-ig Hangelarban Bonn-nál tevékenykedett mint hivatásos repülőoktató.
1997 januárjában, három évvel a halála után Erich Hartmannt orosz részről rehabilitálták, és minden addig felrótt bűne alól felmentették. Továbbá az orosz bizottság egyértelműen kijelentette, hogy a többszörösen kitüntetett vadászpilóta igazságtalanul lett elítélve.